# Ataxia operaria
Ataxia operaria är en skalbaggsart som först beskrevs av Wilhelm Ferdinand Erichson 1848. Ataxia operaria ingår i släktet Ataxia och familjen långhorningar.
Artens utbredningsområde är:
- Costa Rica.
- Guatemala.
- Guyana.
- Honduras.
- Panama.
- Venezuela.

Inga underarter finns listade.